# Lê Quang Sung
Lê Quang Sung (15 tháng 5 năm 1908 – 1935), bí danh Lê Hoàn, là một nhà cách mạng, Đảng viên Đảng Cộng sản Việt Nam. Ông là Bí thư đầu tiên của Tỉnh ủy Chợ Lớn và đã lãnh đạo các cuộc đấu tranh của công nhân hãng rượu Bình Tây (tháng 8 năm 1930) của công nhân Bình Đăng, Bình Trị Đông đòi giảm sưu thuế.

## Thân thế
Lê Quang Sung, tên khai sinh là Lê Đắc Thiểm, sinh ngày 15 tháng 5 năm 1908 tại làng Gia Hòa, thuộc tổng Quảng Hòa, phủ Duy Xuyên (nay là thôn Gia Hòa, xã Duy Hòa, huyện Duy Xuyên, tỉnh Quảng Nam). Cha là Lê Đắc Tương, mẹ là Huỳnh Thị Du; ông là con út trong gia đình có 8 người con. Vì học giỏi nên năm 1924, ông thi vào đỗ vào trường Quốc Học Huế. Tại đây ông tham gia phong trào đấu tranh chống Pháp của học sinh, sinh viên.

## Hoạt động cách mạng
Năm 1927, lúc vẫn còn đang học ở trường Quốc Học Huế, Lê Quang Sung đã tham gia cuộc bãi khóa phản đối việc nhà trường đuổi học sinh Võ Nguyên Giáp với lý do "có tư tưởng bài Pháp" theo Quyết định của chánh mật thám Trung Kỳ là Sogny. Nhiều cuộc biểu tình phản đối đã nổ ra và có sự xô xát giữa cảnh sát, lính khố xanh với học sinh. Hơn 300 học sinh bị bắt. Nhà Hội của học sinh Quảng Nam cũng bị khám xét. Nhiều học sinh Quảng Nam bỏ học về quê. Lê Quang Sung trở về Đà Nẵng và gặp Đỗ Quang, một hội viên của Hội Việt Nam Cách mạng Thanh niên và được kết nạp vào Hội. Sau một thời gian, Lê Quang Sung được cử vào Hội An dạy học để gây dựng cơ sở của Hội. Ông đã kết nạp thêm được một số hội viên tại đây và sau đó lại trở ra Đà Nẵng.
Giữa năm 1928, Lê Quang Sung cùng Đỗ Quỳ và Cao Hồng Lãnh được cử ra Thái Lan dự khóa huấn luyện chính trị. Sau ba tháng học tập, ông trở về Đà Nẵng. Tại đây, ông được tổ chức phân công cho mở lớp huấn luyện để giáo dục cho các hội viên. Các hội viên của hội đã tổ chức ra một Hội nghị để thành lập kỳ bộ, có đại điện Tổng bộ và đại biểu các tỉnh ở Trung Kỳ đến dự. Sau Hội nghị này, Tú Đàn (đại biểu của tỉnh Quảng Trị) đi họp về thì bị bắt, vì không chịu được đòn tra khảo của địch đã khai ra Đỗ Quang và Lê Văn Hiến. Vì vậy nên Đỗ Quang bị bắt và Lê Văn Hiến bị đổi vào Nha Trang. Đầu năm 1929, Lê Quang Sung cũng phải tạm lánh vào Sài Gòn.
Tại Sài Gòn, ông xin vào làm công nhân ở hãng FACI, chuyên sửa chữa tàu biển. Đến tháng 8 năm 1929, Lê Quang Sung là một trong những người đầu tiên tham gia vào An Nam Cộng sản Đảng – một trong ba tổ chức tiền thân của Đảng Cộng sản Việt Nam sau này.
Từ ngày 3 đến ngày 7 tháng 2 năm 1930, tại Cửu Long, Hương Cảng (Trung Quốc), dưới sự chủ trì của Nguyễn Ái Quốc, ba tổ chức đã hợp nhất để thành lập tổ chức Đảng Cộng sản Việt Nam. Lê Quang Sung được Xứ ủy bầu làm Bí thư Tỉnh ủy Chợ Lớn. Tháng 4 năm 1930, ông được cử vào Ban Chấp hành Tổng Công hội đỏ Nam Kỳ, giữ chức vụ Thư ký Tổng Công hội và sau đó là Xứ ủy viên Nam Kỳ. Khi Châu Văn Liêm, lúc bấy giờ phụ trách Liên Tỉnh ủy Chợ Lớn – Gia Định hy sinh, Xứ ủy Nam Kỳ điều động Lê Quang Sung thay Châu Văn Liêm phụ trách địa bàn Chợ Lớn. Thực hiện chỉ đạo của Xứ ủy Nam Kỳ, đầu tháng 11 năm 1930, Tỉnh ủy Chợ Lớn tổ chức họp phiên đầu tiên để bầu Ban Chấp hành gồm 5 thành viên, Lê Quang Sung được hội nghị bầu chức Bí thư Tỉnh ủy và trở thành người Bí thư đầu tiên của Tỉnh ủy Chợ Lớn.
Đầu năm 1931, cơ sở xứ ủy Nam Kỳ, Thành ủy Sài Gòn, Tỉnh ủy Gia Định, Chợ Lớn bị vỡ trước sự đánh phá của địch. Lê Quang Sung bị bắt giam tại Khám Lớn, Sài Gòn cùng với các đồng đội như Phạm Hùng, Ngô Gia Tự, Nguyễn Chí Diểu, Huỳnh Quảng, Nguyễn Thị Nhỏ,... Phiên tòa của thực dân Pháp mở từ ngày 2 đến ngày 7 tháng 5 năm 1933 tại Sài Gòn để đưa 120 người cộng sản yêu nước bị bắt giữ ra xét xử công khai. Nhà cầm quyền Pháp gọi đây là vụ án "Đảng Cộng sản Đông Dương" và tuyên phạt 8 án tử hình, trong đó có Lê Quang Sung, cùng 19 án chung thân, khổ sai, 93 án từ 5 năm đến 20 năm tù. Vụ án gây chấn động dư luận trong và ngoài nước, nhất là ở Pháp. Nhân dân và Đảng Cộng sản Pháp đã mở cuộc vận động đòi hủy bỏ các bản tử hình nên thực dân Pháp phải mở lại phiên tòa để xét xử lại, hạ các án tử hình xuống chung thân.
Tháng 1 năm 1934, Lê Quang Sung cùng với Phạm Hùng, Lê Văn Lương, Hà Huy Giáp,... bị đày ra Côn Đảo. Tại đây, ông tiếp tục sinh hoạt chi bộ khám Chỉ Tồn với các đồng đội. Đây là chi bộ đầu tiên ở Côn Đảo được thành lập vào năm 1932. Đến cuối năm 1934, Chi bộ quyết định cử Lê Quang Sung, Ngô Gia Tự, Tô Chấn, Nguyễn Văn Hanh, Nguyễn Văn Cưng, Trần Văn Các, Nguyễn Văn Ó vượt biển trở về đất liền để khôi phục lại phong trào cách mạng ở Nam Kỳ. Chuyến đi được chuẩn bị với phương tiện là một chiếc thuyền đóng bằng gỗ bún. Tôn Đức Thắng lúc bấy giờ vừa là tù nhân, vừa là người thợ máy giỏi nhất trên đảo được chi ủy phân công gỡ máy trên chiếc ca nô để trì hoãn địch đuổi theo truy bắt. Năm 1935, chị bộ nhà tù tổ chức chuyến vượt biển về đất liền. Nhưng vì thuyền gặp bão lớn trên biển nên đã bị đắm, Lê Quang Sung cùng các đồng đội của mình hy sinh.

## Vinh danh
Với những đóng góp to lớn của mình, Lê Quang Sung được Đảng bộ và nhân dân Thành phố Hồ Chí Minh ghi vào bia tưởng niệm Đền liệt sĩ Bến Dược (huyện Củ Chi) và đặt cho một con đường tại trung tâm Quận 6. Tại Quảng Nam cũng đã có một con đường mang tên Lê Quang Sung ở Tam Kỳ. Tại Duy Xuyên, tên của ông được đặt cho một ngôi trường trung học cơ sở tại xã Duy Hòa. Huyện ủy Duy Xuyên, Đảng bộ xã Duy Hòa các cơ quan, đơn vị đã xây dựng nhà tưởng niệm ông tại thôn Gia Hòa.